# Peñamellera Alta
Peñamellera Alta ist eine Gemeinde in der autonomen Region Asturien, im Norden Spaniens. Im Norden begrenzt von Llanes, im Süden von Peñamellera Baja, im Westen von Cabrales und im Osten von Kantabrien.

## Wirtschaft
Landwirtschaftliche Prägung. In Spanien ist der hier produzierte Queso (Käse) de Peñamellera bekannt und beliebt. In der Gastronomie ist der im nahegelegenen Río Cares gefangene Wildlachs außerordentlich beliebt. Der Fischreichtum macht die Region auch zu einem touristischen Ziel für passionierte Angler aus ganz Europa.
| TOTAL                                                                                    | 201 | 100   |
| Ackerbau, Viehzucht und Fischerei                                                        | 79  | 39,30 |
| Industrie                                                                                | 5   | 2,49  |
| Bauwirtschaft                                                                            | 31  | 15,42 |
| Dienstleistungsbetriebe                                                                  | 86  | 42,79 |
| * Daten, Stand 2009, SADEI Statistisches Amt für Wirtschaftliche Entwicklung in Asturien |     |       |

## Politik
| Partei       | 1979 | 1983 | 1987 | 1991 | 1995 | 1999 | 2003 | 2007 | 2011 | 2015 |
| ------------ | ---- | ---- | ---- | ---- | ---- | ---- | ---- | ---- | ---- | ---- |
| CD / AP / PP |      |      |      |      |      |      |      |      | 1    | 1    |
| FAC          |      |      |      |      |      |      |      |      | 4    | 4    |
| PSOE         |      |      |      |      |      |      |      |      | 2    | 2    |
| Total        | 7    | 7    | 7    | 7    | 7    | 7    | 7    | 7    | 7    | 7    |

## Bevölkerungsentwicklung der Gemeinde
Quelle: INE-Archiv – grafische Aufarbeitung für Wikipedia

## Sehenswürdigkeiten
- Kirche San Pedro de Plecín aus dem 12. Jahrhundert
- Cueva de Coímbre, Cueva de Llonín und Cueva de Traúno – Höhlen mit Funden aus der Steinzeit

## Parroquias
Die Gemeinde ist in acht Parroquias unterteilt:
| - Alles - Cáraves | - Llonín - Mier | - Oceño - Rozagás | - Ruenes - Trescares |